# Tuşba
Tuşba ist eine Stadtgemeinde (Belediye) im gleichnamigen Landkreis der ostanatolischen Provinz Van und gleichzeitig eine Gemeinde der 2012 geschaffenen Büyükşehir belediyesi Van (Großstadtgemeinde/Metropolprovinz Van). Tuşba wurde 2012 durch die Aufteilung des Stadtgebietes Van gegründet und umfasst den nördlicheren Teil der Stadt, der aus 67 Stadtvierteln (Mahalle) besteht. Der Name leitet sich vom urartäischen Namen Tušpa ab.
Seit der Gebietsreform 2013 ist die Gemeinde flächen- und einwohnermäßig identisch mit dem Landkreis. Alle Dörfer (Köy) wurden in Mahalles überführt, denen ein Muhtar vorsteht.
Durch das Gesetz Nr. 6360 vom 6. Dezember 2012 wurde der Kreis/die Gemeinde aus acht Mahalles des Provinzhauptorts Van sowie aus 50 Dörfern (Köy) des zentralen, hauptstädtischen Kreises (Merkez) gebildet. Die Provinzstadt 
Van wurde de facto aufgelöst. Flächen- und bevölkerungsmäßig nimmt Tuşba etwa zwei Drittel der ehemaligen Hauptstadt Van ein, das restliche Drittel besitzt der andere Kreis İpekyolu im Süden.